# Dlhá Ves
Dlhá Ves és un poble i municipi d'Eslovàquia. Es troba a la regió de Košice, a l'est del país.

## Història
La primera referència escrita de la vila data del 1332.

## Demografia
| Godina             | 1994 | 2004   | 2014   | 2024   |
| ------------------ | ---- | ------ | ------ | ------ |
| Nombre de persones | 660  | 598    | 564    | 527    |
| Diferència         |      | −9,39% | −5,68% | −6,56% |

| Godina             | 2023 | 2024   |
| ------------------ | ---- | ------ |
| Nombre de persones | 515  | 527    |
| Diferència         |      | +2,33% |